# Wladimyr
 (février 2025).
Motif : Absence de sources
- Archive Wikiwix
- Bing
- Cairn
- DuckDuckGo
- E. Universalis
- Gallica
- Google
- G. Books
- G. News
- G. Scholar
- Persée
- Qwant
- (zh) Baidu
- (ru) Yandex
- (wd) trouver des œuvres sur Wikidata

| 1. | Préciser le motif de la pose du bandeau. | Précisez le motif de la pose du bandeau en utilisant la syntaxe suivante : {{admissibilité à vérifier\|date=mars 2025\|motif=remplacez ce texte par le motif}}                |
| 2. | Informer les utilisateurs concernés.     | Pensez à avertir le créateur de l'article, par exemple, en insérant le code ci-dessous sur sa page de discussion : {{subst:avertissement admissibilité à vérifier\|Wladimyr}} |

Wladimyr est une série de Bande dessinée franco-belge humoristique.

Titre de la série dans le Journal de Spirou.

- Auteur : Monique et Carlos Roque

Cette série est terminée.

## Synopsis
Wladimyr est un canard philosophe dont la vie est calme et reposante.

## Personnages
- Wladimyr, héros de la série il est très philosophe.
- Elodie, est une grenouille un des seuls contacts de Wladimyr avec le monde.
- Ygor, est un chien qui a beaucoup voyagé. Il ne peut raconter ses aventures car les autres ne le laissent jamais parler.

## Albums
Wladimyr n'a jamais eu d'album.

## Publication
La série a été publiée dans le journal de Spirou entre 1969 et 1983.